# Sicklasjön
Sicklasjön (tidigare namn Långsjön) är en insjö belägen i Nacka kommun och Stockholms kommun. Sjöns norra och östra del tillhör Nacka och dess södra Stockholm.

## Beskrivning
Sjön har en yta som är 13 hektar stor, varav 7,5 hektar ligger inom Stockholms kommun. Sjön ligger 4,7 meter över havets yta och rinner ut via Sickla Sluss och Sickla Kanal i Hammarby Sjö. Österut hänger den vid Nackanäs ihop med Järlasjön. Största djupet är 5,2 meter. Sjön är långsträckt, cirka 1400 meter lång och som störst 160 meter bred. Den södra stranden är utöver gården Lilla Sickla i det närmaste obebyggd och är en del av Nackareservatet. 
Den norra sidan hyser bostadsområdena Sickla Allé, Sickla strand, Sickla sjö, Tallbacken och Nysätra. Tidigare låg här gården Stora Sickla och ett flertal industrier, bland dem Atlas Copco. Sjön hette tidigare Långsjön och bytte till nuvarande namn i början av 1970-talet. Namnet "Sickla Siön" förekommer dock redan på en karta från 1774.

## Historiska kartor

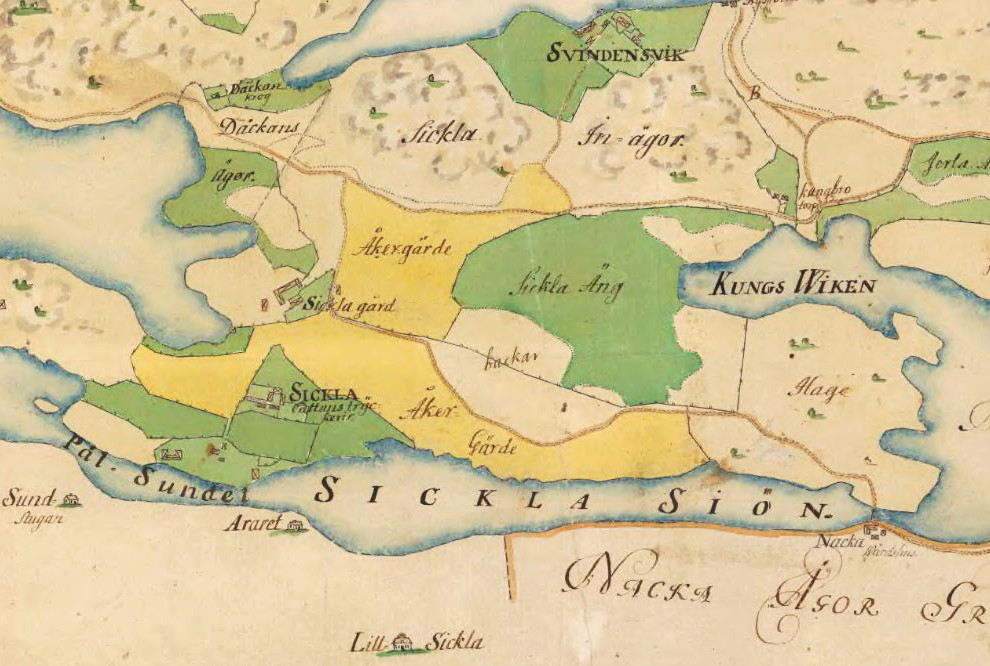
"Sickla Siön" 1774
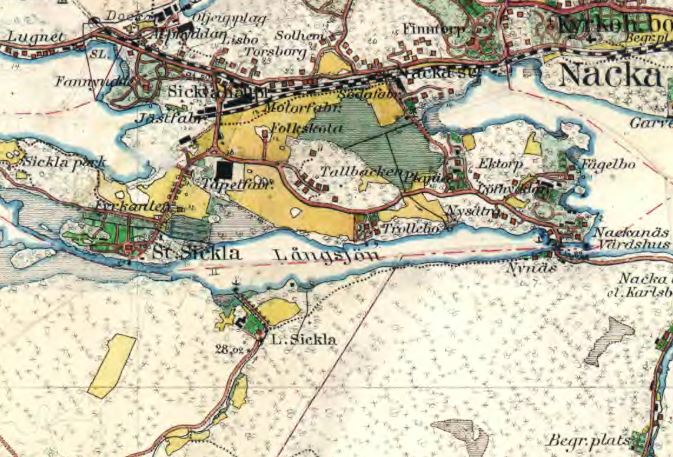
"Långsjön" häradskartan 1901

## Delavrinningsområde
Sicklasjön ingår i delavrinningsområde (657804-163366) som SMHI kallar för Utloppet av Sicklasjön. Medelhöjden är 28 meter över havet och ytan är 7,1 kvadratkilometer. Räknas de 6 avrinningsområdena uppströms in blir den ackumulerade arean 20,98 kvadratkilometer. Avrinningsområdets utflöde Nackaån mynnar i havet. Avrinningsområdet består mestadels av skog (25 procent). Avrinningsområdet har 0,86 kvadratkilometer vattenytor vilket ger det en sjöprocent på 12,1 procent. Bebyggelsen i området täcker en yta av 4,46 kvadratkilometer eller 63 procent av avrinningsområdet.

## Bilder

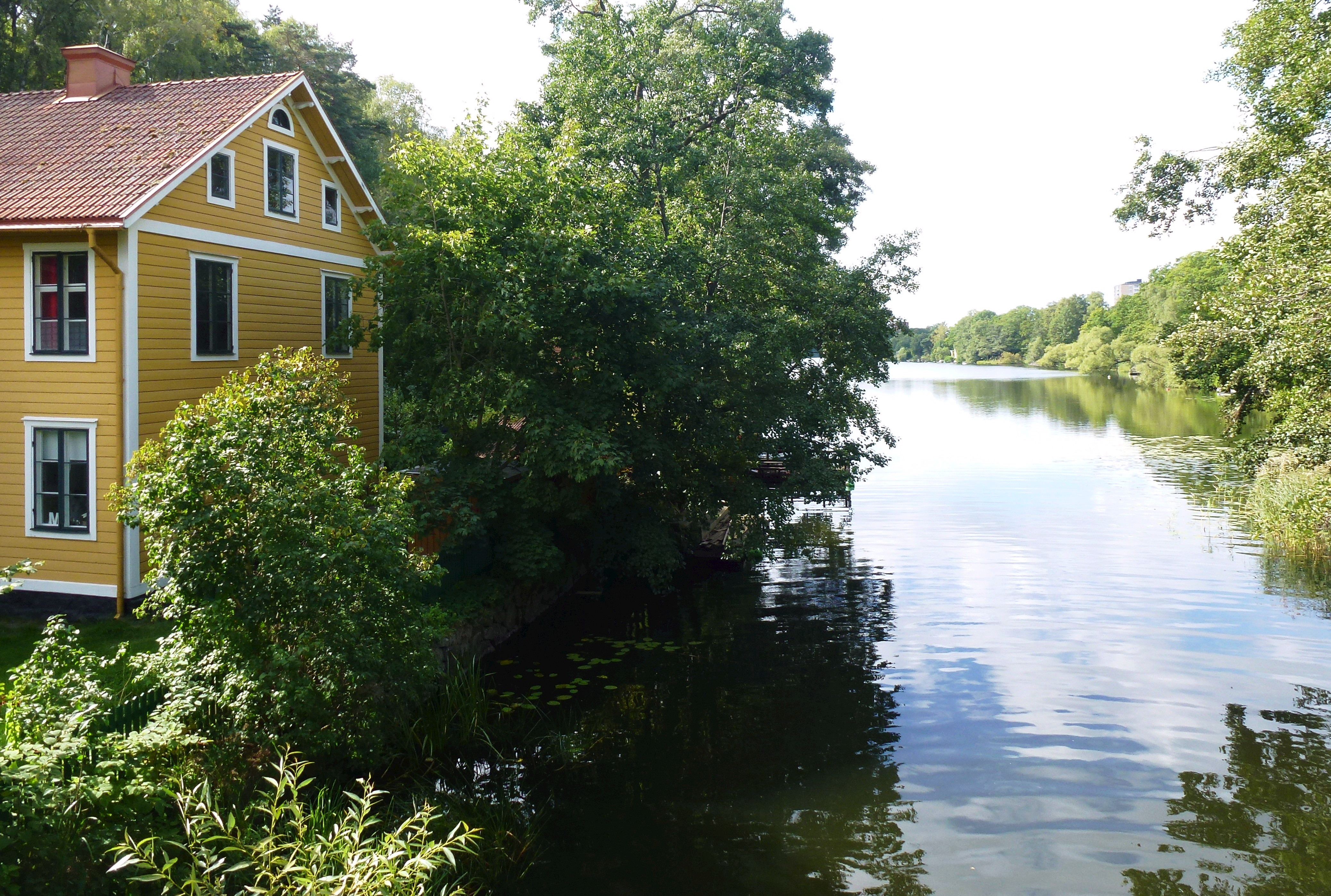
Sicklasjön sedd från Nysätrabron mot väst med Stora Nynäs till vänster, tidigare plats för Gamla Nacka värdshus.
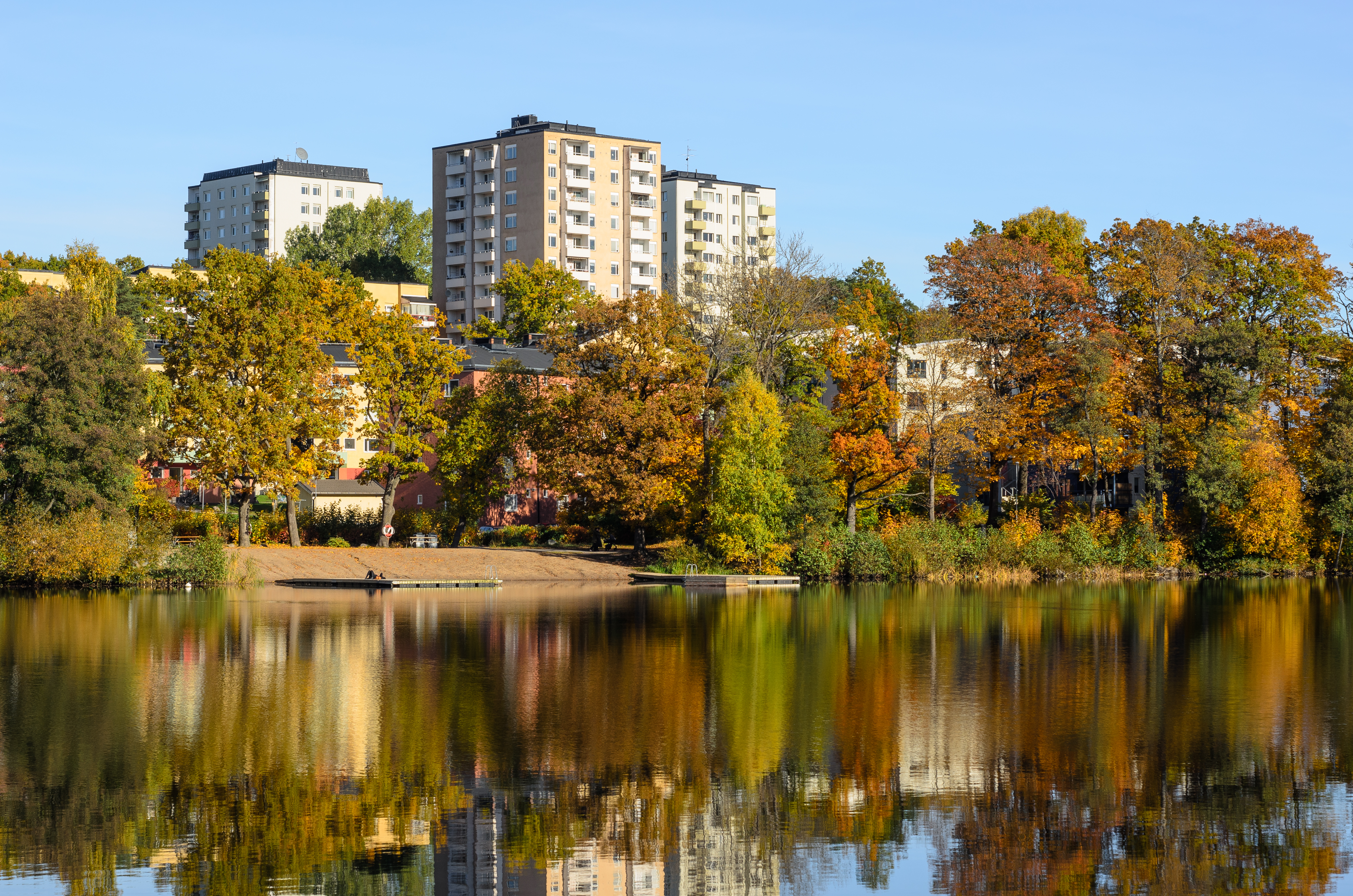
Sicklasjön med Sickla strandbad och Tallbacken